# Университет гражданской защиты МЧС Республики Беларусь
Университет гражданской защиты МЧС Беларуси (УГЗ МЧС РБ; бел. Універсітэт грамадзянскай абароны МНС Беларусi) — государственное высшее учебное заведение по подготовке специалистов высшей квалификации в области пожарной безопасности и защиты населения и территорий от чрезвычайных ситуаций природного и техногенного характера.

## История
- 27 сентября 1933 года, когда на базе пожарной команды г. Минска была открыта Пожарно-техническая школа по подготовке командного состава пожарной охраны.
- В 1992 году учреждение реорганизовано в высшее учебное заведение, которое с 2000 года носило название «Командно-инженерный институт» Министерство по чрезвычайным ситуациям Республики Беларусь.
- В 2016 году создается университет путём объединения Командно-инженерного института с другими учебными заведениями МЧС Республики Беларусь — Гомельским инженерным институтом и Институтом переподготовки и повышения квалификации МЧС Республики Беларусь, которые осуществляли обучение по одинаковым или родственным специальностям[1].

Начиная с 2002 года учреждение образования имеет опыт подготовки граждан Азербайджана, Литвы, Таджикистана, Казахстана, России и Туркменистана. Качество предоставления услуг подтверждено сертификатами соответствия требованиям СТБ ISO 9001:2009 и DIN EN ISO 9001:2008.
Университет является членом европейской ассоциации высших учебных заведений, осуществляющих обучение и профессиональную подготовку кадров в области предупреждения и ликвидации чрезвычайных ситуаций природного и техногенного характера и гражданской обороны (European Fire Service Colleges Associations — EFSCA).

## Факультеты и филиалы
В составе университета функционируют:
- Инженерный факультет (г. Гомель)

Специальность — «Предупреждение и ликвидация чрезвычайных ситуаций».
- Факультет подготовки руководящих кадров

Специальности — «Предупреждение и ликвидация чрезвычайных ситуаций», «Управление защитой от чрезвычайных ситуаций».
- Факультет техносферной безопасности

Специальность — «Пожарная и промышленная безопасность».
- Факультет предупреждения и ликвидации чрезвычайных ситуаций

Специальность — «Предупреждение и ликвидация чрезвычайных ситуаций».
- Факультет подготовки научных кадров

- Факультет безопасности жизнедеятельности

Специальности — «Промышленная безопасность», «Инжиниринг безопасности объектов строительства», «Охрана труда в отраслях непроизводственной сферы».
- Факультет заочного обучения

- Филиал «Институт переподготовки и повышения квалификации» Университета гражданской защиты

- При университете действует Совет по защите диссертаций

по специальностям: «Пожарная и промышленная безопасность (по отраслям «строительство», «промышленность», «транспорт»)» и «Безопасность в чрезвычайных ситуациях (по отраслям «промышленность», «строительство», «лесное хозяйство»)».

### Лицей МЧС
Государственное учреждение образования «Специализированный лицей  при Университете гражданской защиты Министерства по чрезвычайным ситуациям Республики Беларусь» является современным учреждением общего среднего образования с изучением отдельных учебных предметов на повышенном уровне, направленных на подготовку учащихся к поступлению в высшие учебные заведения Министерства по чрезвычайным ситуациям Республики Беларусь и других органов государственного управления. На сегодняшний день Лицей считается лучшим в Республике Беларусь.
В Лицее в течение 5 лет (с 7-го по 11-й классы) в условиях круглосуточного проживания проходят обучение лица мужского пола, которые завершили обучение в 6-м классе на 2-й ступени общего среднего образования.

## Руководители
- Козаченко Алексей Захарович (1933—1937)
- Герасимов Семён Иванович (1937—1939)
- Лопатухин Генух Залмович (1939—1941)
- Алешкевич Андрей Данилович (1944—1948)
- Шахворостов Александр Николаевич (1948—1953)
- Уткин Апполинарий Платонович (1953—1959)
- Брановец Павел Акимович (1959—1971)
- Лубинский Виктор Адамович (1971—1973)
- Рубченя Александр Яковлевич (1973—1981)
- Кулаковский Борис Леонидович (1981—1984)
- Воробьёв Владимир Клавдиевич (1984—2005)
- Ласута Геннадий Федорович (2006—2009)
- Полевода Иван Иванович (2009—н. в.)

## Спорт
В институте организована работа 11 спортивных групп по различным видам спорта, в которых занимается более 350 обучаемых.
Мировое признание получила созданная в Командно-инженерном институте школа подготовки спортсменов высшей квалификации по пожарно-спасательному спорту. За последние 10 лет подготовлены: 1 заслуженный мастер спорта Республики Беларусь, 4 мастера спорта Республики Беларусь международного класса, 17 мастеров спорта Республики Беларусь, 122 кандидата в мастера спорта Республики Беларусь.
Работники и курсанты института неоднократно становились чемпионами мира, рекордсменами Республики Беларусь, а также неоднократными победителями и призёрами международных и республиканских соревнований по пожарно-спасательному спорту.

## Награды
- За достижение в 2022 году наилучших показателей в сфере социально-экономического развития государственное учреждение образования «Университет гражданской защиты Министерства по чрезвычайным ситуациям Республики Беларусь» признан победителем соревнования среди организаций образования. Занесен на Республиканскую доску Почёта[2].